# SuckSeed
SuckSeed （原題: Suck Seed ห่วยขั้นเทพ 英題: Suck Seed）はタイの映画である。2011年3月17日公開。GTH制作で、テーマは10代のロック、ジャンルはコメディ/音楽/ロマンス。チャヤノップ・ブンプラゴープの初監督作品である 。主演は ジラーユ・ラオンマニー、パチャラ・ジラーティワット、タワット・ポーンラタナプラスート、ナッタチャー・ヌアンジェーム。さらにGMM Grammy所属のBodyslam、Big ASS、So COOL、Blackhead、Paradox、およびBakery Music所属のModerndogの各ロックバンドが招待されて出演している。   
SuckSeed は初週である最初の4日間で21百万バーツの興行収入を獲得し、さらに78.32百万バーツの収入を得た際に、映画の成功を祝って“SuckSeed To Success 80 百万獲得へ” というイベントが開催された。
この映画は台湾の台北映画祭で上映され、1000人を越える観客が来場し、監督やキャストへのサインを求めて2時間以上の列が作られた。

## あらすじ
西暦2000年、ペット (จิรายุ ละอองมณี) はチェンマイ在住の小学校6年生の少年である。彼は音楽を好まず、さらに友達からの話で歌には速い歌であるロックミュージックと遅い歌であるラブソングの2種類しかなく、タイの歌にはGrammyとRSの2つでしかないとも誤解してもいた。
ペットは、クラスメイトで、歌と、歌を愛することついて教えてくれたウーン (ณัฐชา นวลแจ่ม)に密かに恋し、そのためだけに音楽を練習する。ウーンはペットに、音楽を聞いている時友達がそばにいるように感じると話す。ペットはウーンのそばにいたいと願い、ウーンが自分の店でテープを売られるようなロックンローラーになりたいと思っていることを知る。ペットは引っ込み思案を直してロッカーになることを決意し、ギターをかき鳴らして歌を録音し深夜にウーンのもとに持っていこうとするが果たせず、さらにそのことがウーンとペットの親友クンとの色恋沙汰として噂になってしまう。
そして、初恋は彼女が遠くバンコクに引っ越してしまったことで終わりを告げる。その後の2006年、高校3年の時、ウーンはチェンマイに戻ってくる。ウーンはより可愛く、ギターは神のようにうまくなっていた。ペットは相変わらずクン (พชร จิราธิวัฒน์) と友達同士だった。クンは質屋の息子で、家は友達からはディズニーランドさながらに思われていた。それは他人の持ってくる質草がクンの新しいおもちゃになっていたからであり、それで小学校から高校までクンはトレンドリーダーだった。コンピュータゲーム、ヨーヨー、ローラーブレイド、ダンスゲーム、トレーディングカードゲームと、クンはなんでも最初に手を出していたが、数日で飽きていた。そんなクンはギタリストとして、ペットをベースにし、馬鹿力を持つ エックス (ธวัช พรรัตนประเสิรฐ) をドラマーとして加え、女の子目当ての3人バンド"クン＆フレンズ"を組んだ。 
クンにはライバルがいて、それは学校のアイドルであるケーだった。ケーはクンの双子の弟で、ケーは勉強も出来たが何よりの差としてケーはギターの腕がよく、Hot Wave Music Awardに参加するために学校中から選ばれたバンドの一員でもあった。クンはHot Waveには自分も応募すると宣言し、ウーンをバンドの一員に入れ、練習場としてエックスの家であるパン屋の2階にある部屋を使って練習を始める。Hot Waveには自作の曲を応募する必要があり、ペットはソムという女の子に片想いしているエックスの生活を覗き見して詩を書こうとするがうまくいかず、ウーンへの秘めた恋を詩に書き始める。書きかけの詩を見たクンは、小学校の時噂になったときからウーンが好きだったとして詩を気に入り、ウーンに告白すると語り、ペットはクンが告白している裏で詩を書いたノートを捨てる。
クンの告白は失敗に終わり、そのせいでクンはウーンをバンドから追い出してしまう。クンはチェンマイにはいられないとペット、そしてソムに失恋したエックスを連れて列車でバンコクに向かう。バンコクで女子校を覗き見したクンは女性に失望し、一行はHot Waveの決勝会場となるホールに向かう。偶然その会場ではBodyslamがMVの撮影をしており、クンは自作のピックをボーカルのトゥーンに渡して、いずれ共演したいという夢を話す。一行がホールから追い出された後、クンは自分たちの友情を歌にすべきと話し、歌の内容と"成功"をかけてバンド名を"SuckSeed"と改名する。
いっぽうケーのバンド"Arena"も自作曲にまつわる揉め事で分裂しており、ボーカルの抜けたところにウーンがギタリスト兼ボーカルとして加入する。ペットが昔録音したテープを聴いたことをウーンが電話で話し、ペットは意を決してウーンの家の前で以前作りかけて捨てた詩を歌って告白する。ウーンはペットの詩を気に入るが、クンとの三角関係になってしまったことを気にし、ペットはクンがウーンを既に諦めていると話す。ペットとウーンはクンやエックスには秘密にしたまま付き合いだす。
Hot Waveの準決勝となる北部地区大会にArenaは順当に進出し、SuckSeedも自作の歌"1つの種"で最後に選出される。大会ではSuckSeedはArenaの次の演奏順となる。歌うウーンをステージ脇から見てクンは、自分がまだウーンを諦められていないと話し、またウーンが歌っている歌の一部にペットが以前作っていた詩が含まれていることなどから、ペットとウーンが両想いなことに気が付いてしまう。Arenaが絶賛された後SuckSeedは演奏を始めるが、クンは途中で演奏を放棄して逃げ出してしまい、ペットとも仲違いしてしまう。親友クンの怒りに責任を感じたペットは、ウーンと別れる。
4年後の2010年、ペットは同窓会のため帰郷し、友人たちと再会する。Arenaも凱旋で演奏しており、ペットはウーンの変わらない気持ちを聞き、よりを戻す。さらに、高校時代の懐かしいビデオを見たペットはステージに上り、そこにあったベースでSuckSeedの曲をかき鳴らす。その曲を聴いたクンはケーからピックを借り、エックスもステージに上ってあの頃の歌を再び歌い、ペットとクンは仲直りする。ケーがクンに渡したピックは、かつてクンがトゥーンに渡した自作のピックだった。トゥーンはArenaが共演したときにケーのことを、夢を実現したクンだと勘違いしてピックを返したのだった。

## 登場人物
- ペット 友達にも自分のしたいことを言えない内気な子供。小学校のときにはウーンのことが好きだという勇気がなく (その後付き合うが別れることになる) それらを言わなかったことで親友であるクンとも険悪になってしまう。その後2010年の同窓会でウーンと恋人同士に戻る。バンドではベース担当。小学6年の学級は1組、高校3年では3組。
- クン และ ケー 双子で、クンが兄、ケーが弟。
  - クン SuckSeed、およびその前身となるクン＆フレンズのギターおよびボーカルで、ケーの兄。ギターそのものはケーより前から演奏していたが、真面目にやっていなかったため称賛されるほどうまくはない。趣味がすぐ変わる移り気。ペットとは親友で、小学6年のクラスも高校3年のクラスも一緒。
  - ケー Arenaのギタリストで、クンは双子の兄。家業は質屋。ケーのほうがクンより美形で、髪を開き額を出してあらわにしている。さらにギターの腕前もクンより上で、女子の人気も上。演奏すると大きな歓声を受けるため、トゥアンから"ケーオー"というあだ名をつけられている。
- ウーン 新生Arenaのギタリスト兼ボーカルで、クン＆フレンズのギタリストでもあった。ギターの腕前は相当なもので、Arenaを"僕が書かなかった歌" (ペットがウーンを想って書いた歌)で決勝進出させ、決勝の全国大会でも優勝して2010年にはアルバムがリリースされている。
- エックス SuckSeedの怪力ドラマー。パワフルなプレイをするバスケットボールプレイヤーで、友人のソムに片想いしておりこっそり追いかけていたが、ソムがトム(男装の女性)と付き合うようになってしまい、トムを憎むようになる。家業はパン屋で、その2階の部屋をクン＆フレンズ、およびSuckSeedの練習場所に改造し、SuckSeedは準決勝である北部予選の20バンドの1つに選ばれる。高校3年のクラスは4組。
- トゥアン フルネームはトゥアン・セーリー(ตวง แซ่ลี)。いつもビデオ撮影をしており、また司会者としても有能。学校の噂の発信源であり、周辺住民のことを知るのも好き。
- テム・インパクト Arenaの元々のリードボーカル。 声は高くパワフル。トイレで排便しながら他人をけなすことが好きで、それがケーとの争いのもとになり、バンドから追放されるきっかけになった。2010年の同窓会には参加していたが、Arenaには参加していない模様。
- ドーム・サンダー ケー率いるバンドArenaのドラマー。ボーカルのテムが10曲作ったにも関わらずケーが採用しないことで喧嘩になりそうなところをなだめようとする。ドラムの響きが雷のようになることが、サンダーというニックネームの由来。
- ラッチャマン 正確なビートを刻むベーシスト。その能力は子供の頃から練習してきた賜物であり、Arenaのメンバーになる。

## 俳優

### 主役
- ジラーユ・ラオンマニー (ガオ) ペット役
- パチャラ・ジラーティワット (ピート)  クン/ケー役
- ナッタチャー・ヌアンジェーム (ネット)  ウーン役
- タワット・ポーンラタナプラスート (アース) エックス役
- Napat Chokejindachai (トップ) トゥアン役

### 共演
- Tonhon Tantivejakul (トン) ペット(子供時代)役
- ธนัช ปาละกูล (Motor) クン/ケー(子供時代)役
- วรินทร มกรสิริศรี (นุ้งนิ้ง) ウーン(子供時代)役
- ปารย์พิรัชย์ ผดุงเจริญ (บีม) トゥアン(子供時代)役
- เบญจ โคสกฤษณ์ (特別出演) 音楽の先生
- The Arenaのメンバー
  - Gunn Junhavat (Gunn) テム・インパクト役
  - Touchchavit Kunkrachang (ปิง) ドーム・サンダー役
  - Tossaporn Chertkeitkong (เต้) ラッチャマン役
- Anchasa Mongkhonsamai (Bifern) ソム役
- Adisorn Tresirikasem (ปิ๊ง) 楽器店の主人役

### 招待アーティスト
- Thanachai Utchin (モダンドックのポッド)
- Arnon Saisangchan (Blackheadのプー)
- Ittipong Kridakorn Na Ayudhaya (Paradoxのター)
- Ekkarat Wongchalard (ビッグ・アスのDAX)
- Gornpop Janjaroen (So CoolのJOKE)
- ณัฐฏ์ณัฐ หิรัญสมบูรณ์ Teddy LOSO
- ボディスラム (Athiwara Khongmalai, Tanadol Changsawek, Suchatti Janed, およびThanachai Tantrakul )
- Arak Amornsupasiri (Slurのペー)

## 監督からの言葉
GTH所属のこの映画監督、ムーこと、チャヤノップ・ブンプラゴープはこのように語っている “最初 SuckSeed は、チュラ大で学んでいたときに作ったショートフィルムだったのです。 翌年、後輩たちのエピソードを話に加え、パート2としました。翌年には suck seed というバンドが別のグループから出てきました。ケンさんことジラ・マリクンは毎年見学しに来ていました。3つの作品全部のスタッフを呼んでプロジェクトについて話を聞いたときには衝撃を受けました。後にケンさんから僕は商業映画化の監督オファーを受けるのですが、それに承諾するのには少し時間を要しました。僕はすでに客室乗務員として働いていたからです。でも、もともと僕は映画が作りたいと思って勉強していましたし、ケンさんはいわば私のアイドルですからね。","もし映画を作りたいと思うなら、まず生活していろいろな経験をしてください。慌てて映画業界にはいろうとしないで。僕には規範となる先輩たちがいます。例えばフェーン・チャンの監督の一人、ディアオことVitcha Gojiewさん、映画を見せにアメリカに行った人です。それぞれの人たちは物語を見つけるために冒険しています。僕にはそれが客室乗務員でした。もちろんそれは安定を求めるためでもあり、ハッピーで楽しい仕事でもありました。でも自分の夢は諦めていなかったのです。僕の夢はケンさんのいるGTHで映画を撮ることでした。そんなチャンスはそうそう来るものではありません。一番尊敬しており、一番信頼できるケンさんからの言葉で、僕は映画人としての一歩を SuckSeed で踏み出しました。 十代のロックと学校時代の恋愛に関する映画で、僕はこの映画で観客の昔の思い出を思い出して欲しいし、数々の音楽は我々が叫び、涙を流して踊り、そしてみんなの誰かに対する古い思い出を思い起こさせてくれるものです。 ”

## 制作過程

### 俳優およびディレクター
GTHは十代のロックと学校時代の恋愛映画として SuckSeed を作り始め、ロックと友情と恋愛の物語として新人チャヤノップ・ブンプラゴープを監督とした。十代の俳優として当時最も話題だったジラーユ・ラオンマニー (ガオ) を主演俳優に、相手役に新人俳優ながら明らかに実力を持っていた パチャラ・ジラーティワット,タワット・ポーンラタナプラスート および ナッタチャー・ヌアンジェームを配役した。
チャヤノップ・ブンプラゴープ は、もともとは客室乗務員として働いていたGTHの新人監督で、この十代のロックと学校時代の恋愛を描いた SuckSeed  で、フェーン・チャン (365 Film)以来彼が抱いてきた夢を叶え、また映画には未出演ながら人気のあるジラーユ・ラオンマニー、実力のあるパチャラ・ジラーティワット、タワット・ポーンラタナプラスート、新人女優のナッタチャー・ヌアンジェームの撮影を行った。
ジラーユ・ラオンマニーはペットの役柄である、内気で勇気のないキャラクターに心を開き、映画の中でも一番愛らしい姿を披露し、また相手役のパチャラ・ジラーティワット と親友となった。

### 映画のシーン
監督が最初のカットを撮影したが、主演女優は新人であり、ジラーユと同じ画面に映るというので緊張で震えていた。結果2日間でネットが覚えた言葉は2語だけである。その言葉はペットがウーンのところに来て「とてもかわいい」と言うもので、そのシーンではネットはとても恥ずかしがったので多くのテイクを撮られた。
ペット、クン、エックスおよびウーンがHotwave Music Awordに出場するためSuckSeedを結成したシーンで、4人は練習場が満室のため重労働をすることになる。これはエックスが自分の家でもあるベーカリーショップの部屋を録音室のようにするというもので、壁に鶏卵のケースを貼り付けることで防音壁のように見せ、小さい録音室とした。このシーンでは実際に4人が鶏卵ケースを壁に貼り付ける作業をするところを撮影し、このシーンが4人の結束が固まりSuckSeedが愛すべき集まりであることを示すシーンとなった。
別のあるシーンで、チェンマイで行われたアートマスターというイベントでSuckSeedが演奏を行うものがある。これはバンドにとっての初披露となるもので、ペット、クン、エックスはそれぞれバラバラに「ブッサバー(花)」という曲を演奏している。子供たちはSuckSeedが歌手ニコール・テリオの同名曲を演奏すると期待してステージに寄ってくるのだが、実際に演奏されているのはモダンドッグのロックミュージックである。ここでピーチは絶叫することで子供たちを泣かせるのだが、それだけでなくステージから漆喰の上でジャンプしてもいて、ここでピーチは誤ってステージから落ちてしまい足を骨折している。

### ロケ地
この映画はチェンマイを舞台にした映画である。学校のシーンはサムットサコーン県のサムットサコーンブラナー学校で、チェットポンブンナー学校のシーンはサムットサコーン大学で撮影されている。

### テクニック
- ランタイム - 130分（2時間10分）
- サウンドミックス - ドルビーデジタル5.1
- カラー/白黒 - カラー
- アスペクト比 - 1.85：1
- カメラ - SONY EX3 XDCAM HD
- ネガフォーマット - MPEG-2 Long GOPコーデック
- 映像処理 - デジタル・インターミディエイト （2K）（マスターフォーマット）MPEG-2ロングGOPコーデック（HD）（ソースフォーマット）
- フィルムフォーマット - 35 mm（フラット）

### BGM
ジラ・マリクン は映画をプロデュースする際に ビッグ・アスのAuf に依頼し、新曲"胸に響く"を主題歌とした。監督チャヤノップ・ブンプラゴープはそれに加え、ParadoxにSuckSeedが歌う"１つの種"、No More Tearに"僕が書かなかった歌"の2曲を作らせた。

### 記者会見
GTHは映画公開にあたり、GMMグラミープレイスビルの21階オーティトリウムで記者会見を開いた。 ロックステージでは、Napat Chokejindachaiが司会を行い、映画パートではPanissara Phimpruがチャヤノップ・ブンプラゴープ監督に質問を行った。サプライズでジラ・マリクンも登場した。

## サウンドトラック

### 新曲
- ทุ้มอยู่ในใจ (胸に響く) Poonsak Jaturaboon (BIG ASSのAuf)
- ทุ้มอยู่ในใจ (アコースティックバージョン) ジラーユ・ラオンマニー
- เพลงที่ฉันไม่ได้แต่ง (僕が書かなかった歌) No More Tear
- เพลงที่ฉันไม่ได้แต่ง (アコースティックバージョン)  ナッタチャー・ヌアンジェーム
- ซักซี้ดนึง (１つの種) Paradox
- ซักซี้ดนึง (コンサートバージョン) SuckSeed

### 既存曲
- น้ำตา ビッグ・アス
- เลี้ยงส่ง So Cool
- ยิ่งโตยิ่งสวย BLACK HEAD
- บังเอิญติดดิน アサニー・ワサン
- บุษบา モダンドッグ
- เพียงรัก  シリー・フールズ
- ฤดูร้อน Paradox
- ความเชื่อ ボディスラム
- เพื่อนสนิท ナッタチャー・ヌアンジェーム (ネット) (原曲 Endorphine)
- มีแต่เธอ Paradoxのター
- รักครั้งแรก バーンケオ
- พูดไม่ค่อยเก่ง  AB Normal
- หนาว Gunn Junhavat (Gun) (原曲 CLASH)

## 上映と収入
この映画は 2011年3月17日に公開され、最初の4日間である初週の興行収入は21百万バーツ、その後70百万バーツに達して 映画 Love Julinsee の興行収入43百万バーツを上回ったが、映画 Sudkate Salateped の122百万バーツには及ばなかった。この映画の興行収入が 78.32 百万バーツに達した時 イベント “SuckSeed To Success 80 百万獲得へ” が映画の成功を祝って開催された。
この映画は、台湾の台北映画祭 、韓国の釜山国際映画祭、および 沖縄国際映画祭で上映された。沖縄国際映画祭では、観客大賞である"Laugh部門　海人賞グランプリ"を2012年3月31日に受賞した。
"Laugh部門　海人賞グランプリ"には250万円の賞金があり、 その一部はチャヤノップ・ブンプラゴープとパチャラ・ジラーティワットによりミラー財団に寄付された。

## DVD
GTHはSuckSeedのDVDを2011年7月に発売した。3種類のエディションがある。

### Digi Tray版
Digi Tray版DVDは、DVD9 形式で、本編130 分の1枚組 。本編以外に以下の内容を含む。
- 予告編
- VTR プロモーション / 5人の俳優による宣伝
- 本編スチル

### 2 Disc Special Edition
2-Disc Special Edition はDVD9形式の2枚組DVDで、本編以外に以下の要素を含む。
- DISC 1
  - 予告編
  - VTR プロモーション / 5人の俳優による宣伝
  - 本編スチル

- DISC 2
  - コメンタリー (出演者による)
  - 追加シーン (NGシーンなど)
  - メイキング
  - キャスティング
  - フォトギャラリー
  - キャストの島への旅行
  - MV เพลงที่ฉันไม่ได้แต่ง (アコースティックバージョン)
  - イースターエッグ

### Box Set
Special Package (Box Set) には、2 DISC Special Editionと同内容の2枚組DVDが古いラジオ風の箱に入れられているほか、以下のものが同梱されている 。
- 映画コミカライズ本
- 映画のトレカゲーム風カード 5枚
- 映画フィルム(台座付き)
- シール3セット
- コミック風キャラクター映画ポスター

さらにSpecial FC Edition がWeb事前予約限定で存在し、Suck Seed のオレンジ色のシャツが同梱されている。